# Calle Womanby
La Calle Womanby (en inglés: Womanby Street) es una de las calles más antiguas de Cardiff, la capital de Gales en el Reino Unido. Rastreando su nombre a los orígenes en la lengua nórdica, su propósito original era vincular el Castillo de Cardiff a su muelle. En este propósito se convirtió en un centro de comercio y el punto de asentamiento para las personas que hicieron la ciudad su hogar. Siempre, por tanto, a lo largo de su historia fue un luga con consumo de cerveza, hoy en día sigue siendo un área original, pero restaurada dentro de la ciudad, donde los visitantes puedan seguir disfrutando de la hostelería y el entretenimiento. 